# Czesław Marchewczyk
Czesław Karol Marchewczyk (Krakkó, 1912. október 1. – Krakkó, 2003. november 10.) lengyel jégkorongozó, olimpikon.
Az 1932. évi téli olimpiai játékokon játszott a jégkorongtornán. Ez az olimpia az USA-ban volt és csak 4 válogatott vett részt: Kanada, USA, Németország és Lengyelország. Egy csoportba került mind a 4 csapat és oda-visszavágós rendszer alapján játszottak. Mind a 6 mérkőzésen kikaptak. Csak 3 gólt tudott ütni a csapat. Mind a 6 mérkőzésen játszott és nem ütött gólt. Az utolsó, 4. helyen végezetek.
Az 1936. évi téli olimpiai játékokon visszatért a jégkorongtornára, Garmisch-Partenkirchenbe. 15 csapat vett részt a tornán. Ők az A csoportba kerültek. A kanadaiaktól 8–1-re, az osztrákoktól 2–1-re kaptak ki, végül a letteket 7–1-re győzték le. Mind a 3 mérkőzésen játszott és 1 gólt ütött. A 9. helyen végezetek.
A második világháború miatt elmaradt kettő olimpia, ezért legközelebb és utoljára az 1948. évi téli olimpiai játékokon játszott a jégkorongtornán, St. Moritzban. 9 csapat indult és mind egy csoportba került. 8 mérkőzést játszottak. 2 győzelemmel és 6 vereséggel a 6. helyen végeztek. 5 mérkőzésen játszott és 1 gólt ütött az osztrákok ellen 7–5-re megnyert mérkőzésen.
Részt vett 3 jégkorong-világbajnokságon: az 1930-ason, az 1935-ösön és az 1937-es jégkorong-világbajnokságon. Érmet nem nyert.
Klubcsapata a Cracovia Krakow volt 1926 és 1948 között.